# Ed Gama
Edson Gama Peixoto Neto (Maceió, 23 de março de 1990), mais conhecido como Ed Gama, é um humorista brasileiro, além de também ser ator, músico, compositor, imitador, dublador, redator, cantor, apresentador, youtuber e advogado.

## Carreira

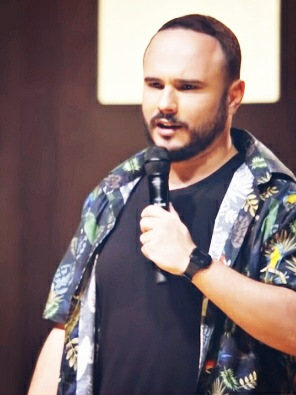
Ed Gama no Comedy Central Brasil.

Nascido em Maceió, se formou em Direito e chegou a exercer a profissão, mas após ter sido convidado a fazer um open mic (quando humoristas iniciantes abrem o show de humoristas mais experientes) e ter feito uma abertura de 5 minutos, Ed decidiu que queria ser humorista, sendo que já era elogiado por seu humor quando fazia faculdade.
Sendo o primeiro humorista alagoano de stand-up comedy a fazer sucesso, iniciou sua carreira oficialmente em 2009, se apresentando ao lado de Murilo Gun nas "Terças de Comédia Stand-up", em Maceió. Participou do Plantão Resenha, exibido pela TV Alagoas, afiliada do SBT e do programa Quitanda do Riso, exibido pela TV Pajuçara, afiliada da Record. Seu talento e irreverência fez com que suas apresentações chegassem ao eixo Rio-São Paulo, Pernambuco, Goiás e vários outros estados brasileiros, tendo inclusive realizado uma apresentação internacional em Orlando, nos Estados Unidos.
Em 2014, foi o ganhador do Quem Chega Lá, do Domingão do Faustão, da Rede Globo. No mesmo ano, em maio, assinou um contrato com a Globo para compor o elenco do Saco de Risadas. Gama possui um canal no YouTube desde 2013, onde posta vídeos com diversos assuntos abordados, mas sempre com comédia sendo seu ponto principal.
Ganhou a 2a edição do The Fake Brasil, concurso de imitadores promovido pelo programa Se Joga, da Rede Globo, vencendo o humorista Felipe Absalão na final. Foi também integrante do canal Castro Brothers de 2016 a 2021, participando de quadros como UTC - Ultimate Trocadilho Championship e Jornal Não Pode Rir, ambos muito populares, além de fazer ter feito parte do canal de humor Parafernalha.
Em fevereiro de 2021, criou junto a Estevam Nabote, seu melhor amigo, o podcast Só Um Minutinho (que atualmente se encontra em pausa), e em 17 de agosto do mesmo ano, estreou ao lado de Evelyn Castro um podcast sobre relacionamentos, intitulado Amigos do Fim, que será divido em oito episódios e exibidos todas as terças-feiras. Em 2022, Gama anunciou que foi um dos contratados pelo grupo Porta dos Fundos, deixando de ser um dos participantes da vigésima segunda temporada do reality show Big Brother Brasil, no qual estava cotado para participar.

## Filmografia

### Televisão
| Ano           | Título                       | Personagem              | Notas                        |
| ------------- | ---------------------------- | ----------------------- | ---------------------------- |
| 2014          | Domingão do Faustão          | Participante (1º lugar) | Quadro: "Quem Chega Lá"      |
| 2018–19       | Multi Tom                    | Carluxo Tomsonaro       |                              |
| 2023          | LOL: Se Rir, Já Era!         | Participante (1º lugar) | Temporada 3                  |
| 2023          | Portugal Show                | Colunista               |                              |
| 2024-presente | Domingão com Huck            | Colunista               |                              |
| 2024-presente | Big Brother Brasil           | Repórter                |                              |
| 2024          | Cosme e Damião: Quase Santos | Marco Dourado (Marcão)  | Episódio: "Rebecca E Damião" |
| 2025          | Big Show                     | Apresentador            |                              |
| 2025          | Vídeo Show                   | Repórter                | Especial 60 anos             |
| 2025          | Central da Copa              | Siger Gnisor            |                              |

### Cinema
| Ano  | Título                | Papel     | Notas |
| ---- | --------------------- | --------- | ----- |
| 2023 | Um Dia Cinco Estrelas | Sebastian |       |
| 2024 | Morando com o Crush   | Cledir    |       |